# 约翰·G·卡莱尔
约翰·格里芬·卡莱尔（John Griffin Carlisle，1834年9月5日—1910年7月31日），著名的美国政治家、美国民主党重要人物之一。1883年至1889年，他担任美国众议院议长；1893年至1897年，担任美国财政部长，期间遭遇1893年大恐慌。作为波旁民主党人的成员，他曾是格罗弗·克利夫兰总统时期的党内保守、利商派的领袖。

## 生平
卡莱尔出生于肯塔基州肯顿县，早年在卡温顿，跟随约翰·W·史蒂文森担任律师。1857年1月15日，卡莱尔娶玛丽·简·古登森，并拥有两子，威廉·卡莱尔和洛根·卡莱尔。
美国内战期间的政治复杂性促使他保持一个中立的态度，19世纪60年间，卡莱尔花费大量时间任职于肯塔基州议会，并担任肯塔基州众议院议员及两任肯塔基州参议院议员。1871年，他当选为肯塔基州副州长，成功继任他此前法律老师史蒂文森。
1875年，当副州长任期一满，他开始在美国联邦参议院肯塔基州第六选区竞选美国参议员席位，并成功获选。在当时主要争议的银币铸造和流通问题上，他支持自由铸造银币制度，并支持更低的关税。他是民主党中的低税派领导人；1883年，他因此成为民主党主控国会的众议院议长，胜过党内税收保护主义派的领导人西蒙·J·兰德尔。
卡莱尔成为保守的波旁民主党领袖，并被提示成为总统候选人，民主党人分别在1880年和1884年在民主党大会上进行讨论。然而美国内战刚结束，提名一个南方政治家会导致选举不安，于是被迫导致他未能提名。1892年，卡莱尔再次在民主党全国大会上被建议竞选总统，但是他要求不去考虑自己。卡莱尔的退出也是基于他清楚，一旦格罗弗·克利夫兰竞选成功，后者将任命他进去内阁。

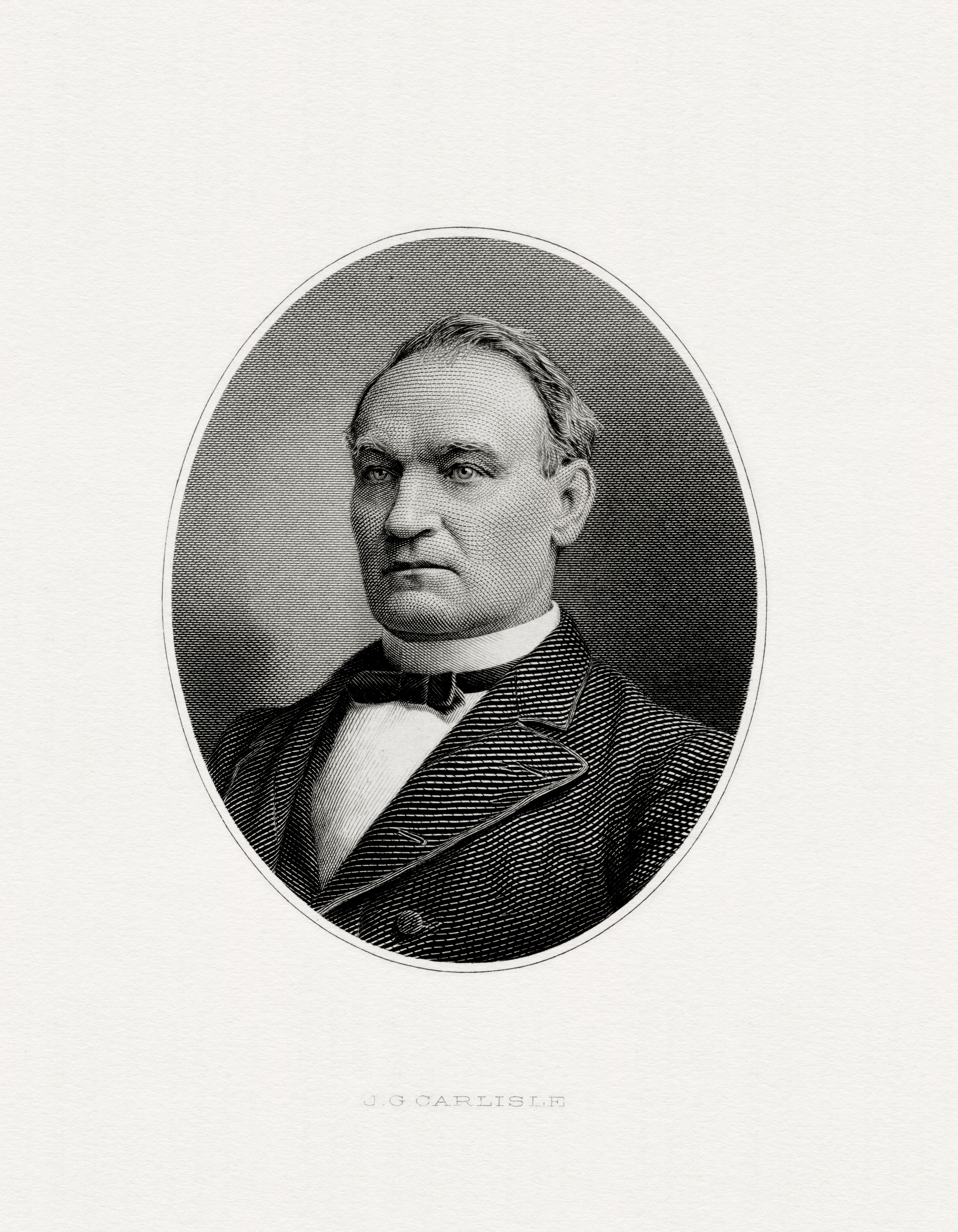
时任美国财长部长卡莱尔的肖像，美国印钞局制作

1890年，卡莱尔当选美国参议员，以填补詹姆斯·B·贝克的空位。1892年，当克利夫兰成功连任美国总统，克利夫兰任命卡莱尔为新的美国财政部长。
然而，卡莱尔的财政部长生涯却被1893年大恐慌摧毁，这起金融和经济灾难直接扼杀了他的政治生涯。为了保证美国的黄金供给，卡莱尔强行终止银币制造。此外，他强烈反对1894年《威尔逊一戈尔曼关税法案》。这两个事情引起了农业界的民主党人广泛的不满。1896年，卡莱尔极力反对1896年民主党总统候选人威廉·詹宁斯·布赖恩，转而支持国民民主党（黄金民主党）候选人、伊利诺伊州州长约翰·M·帕尔默。1896年，由于货币管理声名狼藉，卡莱尔在家乡卡温顿的一次演讲中，遭到接二连三的臭鸡蛋袭击，最终被迫中途离场。
晚年的卡莱尔移居纽约市，并从事法律工作。1910年7月31日，卡莱尔去世，享年75岁，葬于卡温顿的林登·格罗夫公墓。
1886年，肯塔基州卡莱尔县成立，并以他命名。

### 书籍
- 约翰·G·卡莱尔－美國國會國家人物傳記大辭典
- Barnes, James A. John G. Carlisle: Financial Statesman. New York : Dodd, Mead, 1931.
- Beito, David T., and Linda Royster Beito. Gold Democrats and the Decline of Classical Liberalism from 1896 to 1900, （页面存档备份，存于） Independent Review 4 (Spring 2000), 555-75.
- . New York, New York: Somerset Publishers. 1987: 127–129. ISBN 0-403-09981-1.
- Garraty, John A. and Mark C. Carnes. American National Biography, vol. 4, "Carlisle, John G.". New York : Oxford University Press, 1999. (ISBN 0-19-512783-8)
- McAfee, John J. . Louisville, Kentucky: Press of the Courier-Journal job printing company. 1886: 44–47.
- Williams, R. Hal. Years of Decision: American Politics in the 1890s. New York : Wiley, 1978.